# Wosnessenske (Wosnessensk)
Wosnessenske (ukrainisch Вознесенське; russisch Вознесенское Wosnessenskoje) ist eine Ansiedlung in der ukrainischen Oblast Mykolajiw mit etwa 873 Einwohnern (2025).
Auf der Fläche, auf der sich heute die Ortschaft befindet, wurde 1914 eine Filiale der Versuchsstation für Landwirtschaft in Odessa eingerichtet, was der Auslöser für die im gleichen Jahr erfolgte Ortsgründung war.
Die  Siedlung liegt auf einer Höhe von 90 m an der Regionalstraße P–55, 17 km nordöstlich vom Rajonzentrum Wosnessensk und etwa 92 km nordwestlich vom Oblastzentrum Mykolajiw.
Am 12. Juni 2020 wurde die Siedlung ein Teil der Landgemeinde Buske, bis dahin bildete sie zusammen mit den Dörfern Malosolone (Малосолоне), Razynska Datscha (Рацинська Дача), Soldatske (Солдатське) und Stepowe (Степове) die gleichnamige Landratsgemeinde Wosnessenske (Вознесенська сільська рада/Wosnessenska silska rada) im Osten des Rajons Wosnessensk.